# 松田一三
松田 一三 (まつだ ひとみ、1966年9月4日 - ）は、日本の俳優。旧芸名は松田 敏幸（まつだ としゆき）。大阪府豊中市出身。office MH所属。

## 出演作品

### テレビドラマ
- 大河ドラマ
  - 太平記（1991年、NHK） - 職人
  - 炎立つ（1993年、NHK） - 安倍重任
  - 花の乱（1994年、NHK） - 勧修寺教秀
  - 秀吉（1996年、NHK） - 福島正則
  - 利家とまつ（2002年、NHK） - 加藤清正
- 土曜ワイド劇場
  - 飼い主のない孤独（1994年、テレビ朝日） -  西久保刑事
  - 警察署長（1997年、テレビ朝日） -  野口刑事
  - 匿名容疑者（2001年、テレビ朝日） -  丸茂浩二
- 平清盛（1992年、TBS）
- 必殺仕事人・激突!（1992年、テレビ朝日） -  須田勝之進
- 君を想うより君に逢いたい（1995年、フジテレビ） - 中井裕二
- もう我慢できない! （1996年、関西テレビ制作・フジテレビ）- 占部匠
- ボーダー 犯罪心理捜査ファイル（1999年、よみうりテレビ制作・日本テレビ）
- 婚外恋愛（2002年、テレビ朝日）
- はぐれ刑事純情派第15シリーズ 第7話「初恋の人が殺人犯!?女が化粧落とす時」（2002年、テレビ朝日） - 富岡孝史

### 映画
- 惚れたらあかん 代紋の掟（1999年、アートポート） - 石橋左京
- 鬼極道（2000年、大映） - 中川康夫
- 突破者太陽傳（2000年5月27日公開、大映） - 橘孝一
- strain ストレイン（2001年） - 船田
- KUMISO/組葬（2002年、ジーダス、香月秀之監督作品) - 主演・伊崎組葬儀準備委員長 松田一三（伊崎組幹部）

### Vシネマ
- チャンスの神様（2002年、クリエイティブアクザ）
- 実録・なにわ女侠伝（2003年、GPミュージアム）
- 男前 日本一の画家(えかき)になったる!（2005年）
- 極道の山本じゃ 捨て身の極道編（2005年、GPミュージアム）
  - 極道の山本じゃ2 伝説の親分編（2006年、GPミュージアム）
- 実録・九州やくざ戦争 九州の義王(ライオン)（2006年、GPミュージアム）
  - 実録・九州やくざ戦争2 手打ち無き抗争（2006年、GPミュージアム）
  - 実録・九州やくざ戦争 完結編〜筑豊頂上戦争〜（2006年、GPミュージアム）
- 実録・東海道抗争 白と黒（2006年、GPミュージアム） - ほほえみクレジット 山内シンイチ（末広一家系相良組安達会組員）
- 筋モンリーグ 野球篇（2006年、GPミュージアム） - 主演・水龍会組員 鈴木英昭
- 実録・広島極道抗争 佐々木哲夫の生涯（2006年、GPミュージアム）全2作 - 小原組組員 門久
- 白竜 シリーズ（2006年 - 2012年、GPミュージアム） - 黒須組組員 緑川二郎
- 極道の紋章 シリーズ （2007年- 2013年、オールインエンタテインメント） - 川谷組津浪組若頭 前崎徹雄
- 殺戮の応酬（2007年、GPミュージアム） - 主演・松浪組 石野浩太郎
- 修羅の血涙（2007年、GPミュージアム） - 山岡連合会組員 有岡祐治
- ツインギャング（2007年、GPミュージアム） - 筒見一家浅利組 根占康平
- 九転十起の男2 〜激動編〜（2007年、松竹）
- 覇道（2008年、GPミュージアム）
- 侠の復讐（2008年、アルバロトス）
- ハングリーハート（2009年、アルバロトス）
- 九州激動の1520日 新・誠への道（2009年）
- 実録・大阪 ミナミの顔（2010年、GPミュージアム） - 嘉川組組長 嘉川壮一郎
- ドラゴン（2010年、GPミュージアム） - 主演・自警団 黒区団 大力
- 裏盃の軍団1,2（2010年、GPミュージアム） - 大門組正木組若頭 屋代仁義
- 裏盃の軍団3（2010年、GPミュージアム） - 正木組若頭 屋代仁義
- 実録・若頭 完結編（2010年、GPミュージアム） - 三代目山神組 組長付 片桐組組長 片桐真三
- 外道軍団（2011年、GPミュージアム） - モトイ(元 関西 島田組幹部)
- 悪と呼ばれた男（2011年、GPミュージアム） - 湾岸署刑事 ツムラ
- 中京統一戦線（2012年、GPミュージアム） - 長岡光男
- チンピラ（2013年、オールインエンタテインメント） - 主演・河内山宗俊（博打打ち）
  - チンピラ2（2013年、オールインエンタテインメント）
- 血塗れの報復（2013年、オールインエンタテインメント） - フジオカ
- 代理戦争 やくざ×韓国マフィア（2013年、オールインエンタテインメント） - 戸倉（刑事）
- 極道の紋章 外伝（2014年、オールインエンタテインメント）
  - 極道の紋章 外伝2（2014年、オールインエンタテインメント） - 主演・前崎徹雄（川谷組組員→津浪組組員）
- 西日本最大の抗争（2014年、オールインエンタテインメント） - 花房組白波組組長 白波正寛
- 暴力水滸伝（2014年、オールインエンタテインメント） - 世本
  - 暴力水滸伝2（2014年、オールインエンタテインメント）
- やくざの女3（2014年） - 箕輪会本部長 オオガキ
- 荒ぶる魂の華（2014年、オールインエンタテインメント） - アリタ
- KYOTO BLACK シリーズ（2015年・2019年） - アスカ産業 鈴木健
  - KYOTO BLACK 黒のサムライ（2015年1月）
  - KYOTO BLACK2 黒の純情（2015年2月）
  - KYOTO BLACK 白い悪魔（2019年10月）
  - KYOTO BLACK 紅い女（2019年11月）
- 代紋を捨てた男（2015年、企画・原案・プロデューサー：H.MATSUDA / 製作：office MH） - 主演・三東会兵頭組組員 相馬栄司
- 日本統一 シリーズ（2015年） - 進友会会長 平川進
- 極道の掟（2016年、企画：松田一三 / 製作：office MH）全2作 - 主演・啓和会山崎組組員 高岡徹
- 制覇 シリーズ（2017年） - 田崎仁(三代目難波組組長田崎剛の実子)
  - 制覇9-11（2017年） - 社長
  - 制覇12,13,15-20(完結)（2017年） - 六代目難波組組長
- 哀しき抗争（2017年、企画：松田一三 / 製作：office MH） - 主演・本条龍夫（板長）
- 極道天下布武1,2,3（2017年） - 清洲 岩崎組組長 岩崎信安(信秀の実子)
- 極道黙示録1・2（2017年、2018年） - 堂念組若頭補佐 細川組組長 細川君彦
- 我王伝（2018年） - 神代組若頭 吉川正行
- 孤高の叫び（2018年、企画：松田一三 / 製作：office MH） - 主演・鷲州組 仁竜一派 工藤仁
- YOKOHAMA BLACK5（2018年） - 名神会若頭 錦一家若頭 鰯田正弘
- 漆黒の男たち（2018年、企画・製作：office MH） - 主演・竹宮連合東條組若頭 安田稔
- 歌舞伎町黒社会（2019年）
- GOKU・OH 極王 1 - 6（2019年 - 2020年、企画・制作：office MH） - 主演・義仁会若宮組若頭 神崎猛
- キングダム 〜首領になった男〜3,4,5,6（2019年 - 2020年）
- 極道の紋章レジェンド（2021年） - 関西侠友会会長 前崎徹雄

### インターネット放送
- ラブ・コレ 東京Love Collection（2006年、USEN） - 柏木
- ミルパパ〜幸せの雑貨店〜（2007年、ミランカ）

## 企画・原案・プロデューサー
- 代紋を捨てた男（2015年）企画・原案・脚本・プロデューサー
- 極道の掟（2016年）企画
- 哀しき抗争（2017年）企画
- 孤高の叫び（2018年）企画
- GOKU・OH 極王 1-6（2019年 - 2020年）プロデューサー